# Adrien de Germiny
Pour les autres membres de la famille, voir Famille Le Bègue de Germiny.
Charles-Adrien Le Bègue, comte de Germiny (9 septembre 1826, Strasbourg - 16 mars 1922, château de Gouville), est un administrateur et financier français. 

## Biographie
Fils du comte Charles Le Bègue de Germiny, ministre des finances et gouverneur de la Banque de France, et petit-fils du ministre Georges Humann, il entre dans l'Administration centrale en 1846. Commis à la Caisse des dépôts et consignations en 1848, il devient adjoint à l'Inspection générale des finances en 1850, puis sous-inspecteur général des finances en 1853. Il est nommé chef de bureau au Secrétariat général l'année suivante.
Receveur général des finances de la Seine-Inférieure en 1854, il en est nommé trésorier-payeur général en 1865.
Censeur de la Banque de France à partir de 1855, puis Régent de la Banque de France de 1864 à 1899, il est Sous-gouverneur de la Banque de France (par intérim) à Bordeaux sous la Commune, de 1870 à 1871, en même temps que François Adolphe Akermann et Auguste Legrand de Villers. Il conclut avec Clément Laurier l'emprunt français auprès la banque Morgan.
Il est membre du Comité parisien de la Banque ottomane de 1869 à 1920.
Il est promu commandeur de la Légion d'honneur par décret du 13 juillet 1888 . 
Il devient administrateur de la Banque de Paris et des Pays-Bas en 1899.

## Hommage
Une rose hybride remontant lui est dédiée sous le nom de 'Comte Adrien de Germiny'.

## Publications
- Système de revenus publics établi en France par la première Assemblée constituante (1849)

### Sources
- Alain Plessis, Régents et gouverneurs de la Banque de France sous le Second Empire, 1985
- Pierre-François Pinaud, Les receveurs généraux des finances, 1790-1865: étude historique : répertoires nominatif et territorial, 1990
- Pierre-François Pinaud, Les trésoriers-payeurs généraux, 1984
- François Pietri, L’Inspection générale des Finances, 1831-1931, 1931
- Emmanuel Chadeau, Les inspecteurs des Finances au XIXe siècle (1850-1914). Profil social et rôle économique, 1986